# 文川公氏
文川公氏（ムンチョンゴンし、문천공씨）は、朝鮮の氏族の一つ。本貫は咸鏡南道文川市である。2000年調査では、686人である。2015年調査では5人未満である。
孔子の弟子であった公夏守の子孫である魯の王族の末裔の公尹輔は唐の18学士の一人であったが、玄宗時代に安禄山の乱を避けるために、755年に新羅に帰化した。
文川公氏の始祖は、公尹輔の子孫で李氏朝鮮の世宗時代に咸鏡道文川に流刑にされた公普彦である。